# Mirador de la Mitja lluna
El Mirador de la Mitja lluna és el punt culminant del barri de la Font d'en Fargues al parc del Guinardó i és l'espai que s'aboca sobre la vall d'Horta i més enllà. Ofereix una bona panoràmica de part de la serra de Collserola i del Montseny.

## Etimologia
El nom de la Mitja lluna li ve perquè hi havia una resta de construcció de forma arrodonida en aquesta forma, que era a l'extrem on ara hi ha una font. No se sap ben bé què era, però podria tenir a veure amb una construcció de l'antiga propietat anomenada del Castell, propietat de Norbert Peñasco, on després s'hi van construir al cim les bateries del turó de la Rovira.